# Topor (couvre-chef)

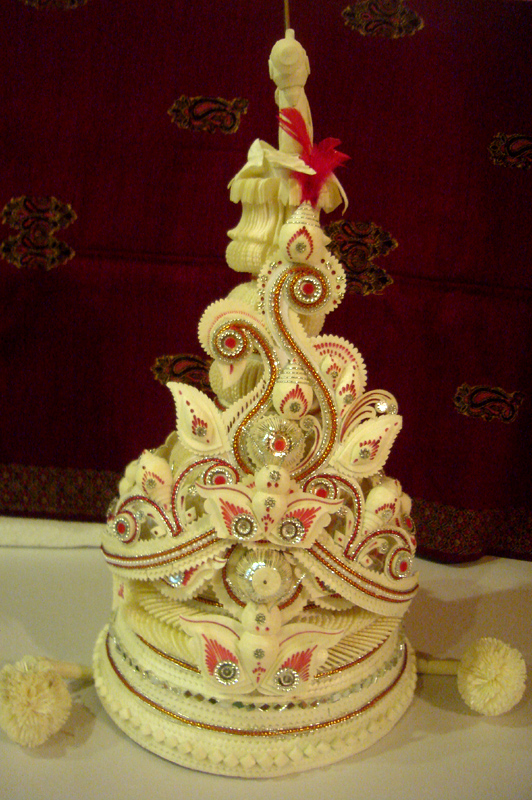
Le topor porté par le marié

Un topor (bengali : টোপর) est un couvre-chef bengali traditionnellement porté lors de cérémonies religieuses hindoues.
Il est particulièrement utilisé lors du mariage où les beaux-parents l'offrent au marié. Un équivalent est aussi porté par la mariée, il est alors appelé mukut (bengali :মুকুট). Le topor est porteur d'un sens symbolique important puisqu'il est censé apporter bonheur et prospérité au nouveau couple. Il est cependant fait d'une matière très fragile et facilement inflammable, ainsi la tradition veut qu'il soit immergé dans un bassin s'il se casse, ou bien qu'il soit signe de malheur pour les jeunes mariés s'il prend feu.
Le topor est également utilisé pour la cérémonie de l'annaprashana où il est porté par l'enfant, et lors de la cérémonie de Durga puja pour décorer les pandales.

## Fabrication

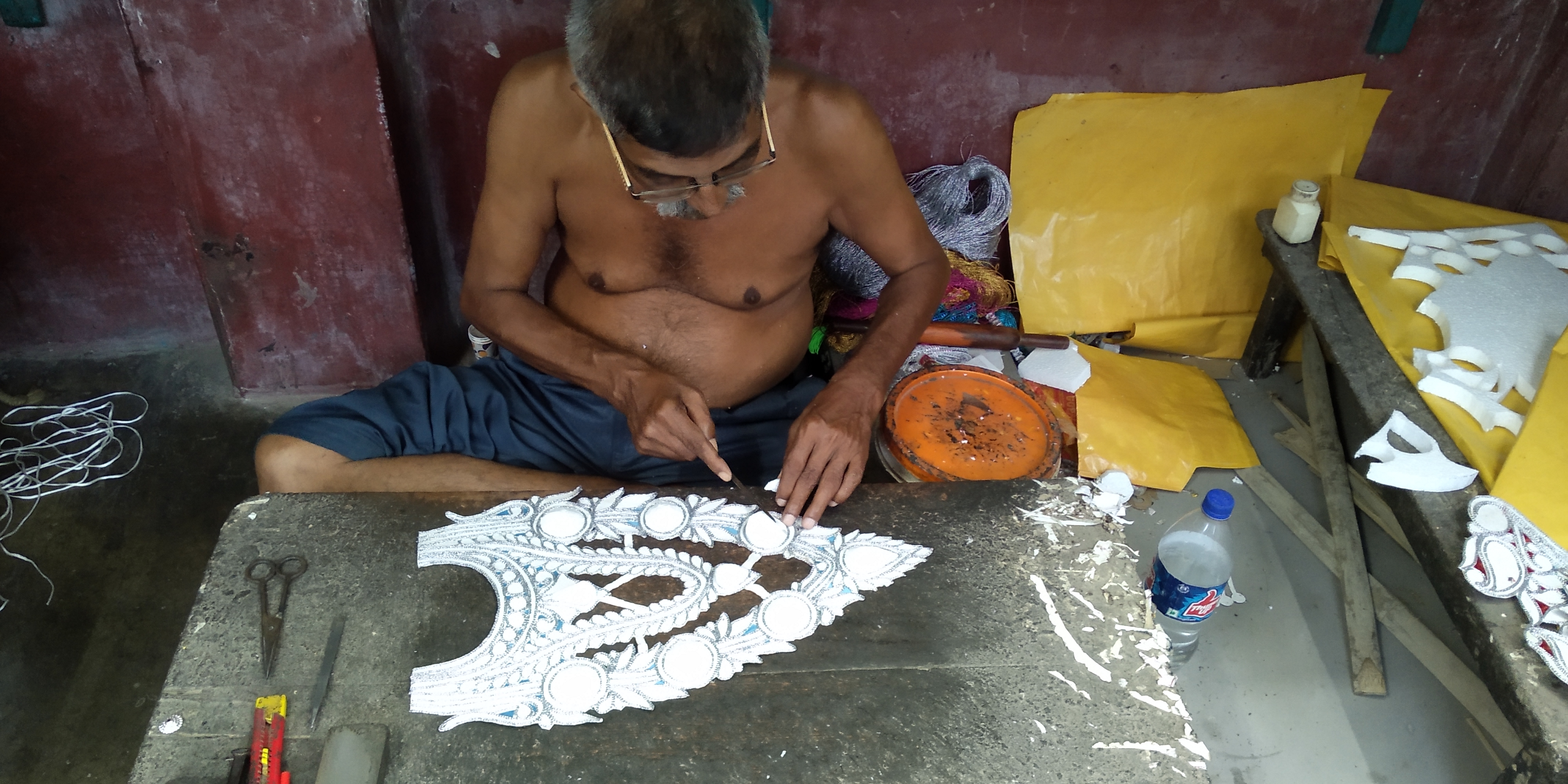
Un artisan malakar sculptant le mukut d'une mariée

Le topor (et le mukut également) sont fabriqués à partir de la chair d'une plante appelée sola, qui produit un bois d'éponge très blanc et léger.
Cette plante pousse dans des zones marécageuses, elle est donc particulièrement présente dans les états du Bengale-Occidental, de l'Assam, de l'Orissa, de l'Andhra Pradesh et du Tamil Nadu.
Le topor est traditionnellement réalisé par des artisans appelés malakars (fabricants de guirlandes), qui sèchent la plante puis la pressent pour lui donner différentes formes, ou la sculptent à la main avec des outils spéciaux comme le kath. Ce travail est difficile et demande beaucoup de savoir-faire et de précision car la chair de sola est particulièrement fragile. L'artisanat des malakars est principalement présent dans les districts de Nadia, d'Hoogly, de Burdwan, de Murshidabad et de Birbhum.
Aujourd'hui les modèles de topor fabriqués à partir de matériaux synthétiques sont de plus en plus répandus,,.

## Signification religieuse
Le topor trouve son origine dans une légende hindoue voulant que le dieu Shiva souhaitait porter une couronne spéciale pour son mariage. Il aurait alors demandé à son artiste Vishwakarma d'en réaliser une, mais celui-ci, uniquement spécialisé dans le travail du métal et de la forge, se trouve incapable de réaliser cette tâche. Il la délègue alors à un jeune artiste nommé Malakar, qui va créer la couronne de Shiva à partir de la plante de sola,.

## Sources et références
1. 1 2  (en-US) « Mangal Parinay - Mukut And Topor- Traditional Head Accessory Of Bengali Weddings », sur MangalParinay, 27 septembre 2017 (consulté le 2 avril 2024)
2. ↑  « Annaprashana », sur IndiaNetzone.com (consulté le 9 avril 2024)
3. 1 2 3  « Shola Pith | Incredible India », sur www.incredibleindia.org (consulté le 2 avril 2024)
4. 1 2  (en) shubhangi, « Introduction », sur www.dsource.in, 14 janvier 2020 (consulté le 9 avril 2024)
5. ↑  (en) weddingculture, « Topor, Mukuts and other Embellishments for the Bengali Bride and Groom », sur Medium, 30 janvier 2015 (consulté le 9 avril 2024)